# Nyikaya
Nyikaya est, selon la croyance du peuple Shilluk du Soudan du Sud, un esprit fluviatile femelle, une sorte de naïade africaine, mi-femme, mi-crocodile, qui vit dans les eaux de la rivière Sobat non loin de son point de confluence avec le Nil Blanc. Elle est l'objet d'une vénération et d'un culte particulier surtout auprès des femmes, car elle passe pour protéger les très jeunes enfants. Elle est la mère du roi Nyikang, le fondateur de la monarchie Shilluk.

## Étymologie
Nyikaya est la transcription du prénom adoptée par Wilhelm Hofmayr en 1925. Les autres transcriptions de Nyikaya sont: Nik-Kieya par Wilhelm Banholzer en 1905, Nyakayo par Diedrich Westermann en 1912, et Nyakai ou Nikaiya par Charles Gabriel Seligman en 1932. Nyikaya est un prénom composé qui se traduit en langue française par « Fille de Kayo », Kayo étant un prénom masculin qui signifie « appétit, désir de manger » en référence à la voracité du crocodile Ud Diljil, le père de Nyikaya.
Les enfants placés sous le patronage de la déesse sont prénommés Nyikayo pour les garçons et Nyikaya pour les filles.